# Кругловский район
Кругловский район — административно-территориальная единица в составе Сталинградского края, Сталинградской и Волгоградской областей, существовавшая в 1935—1963 годах. Центр — станица Усть-Бузулукская.
Кругловский район был образован в составе Сталинградского края 25 января 1935 года из частей Алексеевского и Нехаевского районов.
В состав района вошли сельсоветы: из Алексеевского района: Аржановский, Барминский, Ежовский, Зотовский, Кривовский, Подхимовский, Рябовский, Суховский, Трехложанский, Усть-Бузулукский; из Нехаевского района: Каменский, Кругловский, Куличевский, Паршинский, Становский, Солонский.
5 декабря 1936 года Кругловский район вошёл в Сталинградскую область.
5 июля 1937 года Катасоновский, Сеничкинский и Чаплыжинский с/с были переданы в Михайловский район.
16 декабря 1946 года Солонский с/с был передан в Нехаевский район.
В 1947 году был образован Родничковый п/с .
9 июня 1953 года Становский с/с был присоединён к Рябовскому, Барминский — к Аржановскому, Паршинский и Родничковый — к Куличковскому, Каменский — к Кругловскому.
К 1 января 1956 года Кругловский район включал 11 с/с: Аржановский, Ежовский, Зотовский, Кривовский, Кругловский, Куличковский, Рябовский, Солонский, Суховский, Трехложенский, Усть-Бузулукский.
17 апреля 1958 года Кривовский с/с был переименован в Титовский.
25 февраля 1960 года Ежовский с/с был присоединён к Рябовскому. 1 апреля Зотовский с/с был присоединён к Аржановскому.
В ноябре 1960 года к Кругловскому району были присоединены Любешинский, Поповский и Федосеевский с/с упразднённого Подтёлковского района.
7 февраля 1963 года Кругловский район был упразднён, а его территория включена в Нехаевский район.